# SV Gronau
El SV Gronau es un club acuático alemán en la ciudad de Gronau.
En el club se practican los deportes de waterpolo, natación y tenis.

## Historia
El club fue fundado en 1910 en la ciudad de Gronau.

## Palmarés
- 2 veces campeón de la liga de Alemania de waterpolo femenino (1996, 1993)